# Aberrantidrilus subterraneus
Aberrantidrilus subterraneus is een ringworm uit de familie van de Naididae. De wetenschappelijke naam van de soort werd voor het eerst geldig gepubliceerd in 1989 door Rodriguez en Giani als Phallodrilus subterraneus.